# Sud-Aviation SA340/341/342 Gazelle
Pour les articles homonymes, voir Gazelle (homonymie).
La Gazelle est un hélicoptère léger polyvalent de construction métallique conçu dans la deuxième moitié des années 1960 par Sud-Aviation et produit en série à partir du début des années 1970 par la Société nationale industrielle aérospatiale (SNIAS ou Aérospatiale) en collaboration avec Westland Helicopters (Royaume-Uni). L'appareil est décliné en deux versions commerciales principales (nomenclatures SA 341 et SA 342). La majeure partie de sa production est destinée aux armées (France, Tunisie, Maroc, Royaume-Uni, Yougoslavie, Égypte, Koweït, Irak, soit 38 clients entre 1980 et 1988) mais la Gazelle connait aussi un succès certain dans les milieux civils.
Malgré son ancienneté, la Gazelle forme encore en 2015 la force principale des hélicoptères de combat de plusieurs pays.

## Développement

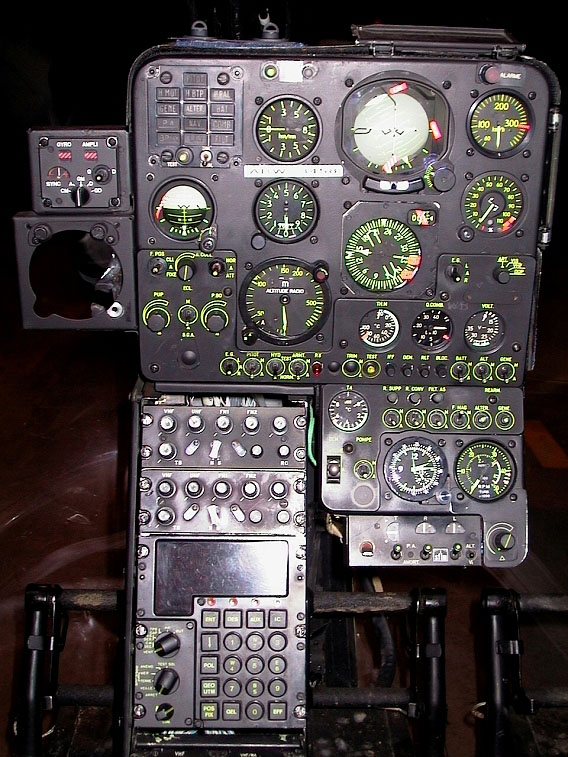
Tableau de bord central d'un hélicoptère Gazelle SA 342M de liaison en 2001.

### Utilité
Cet appareil, conçu pour remplacer les Alouette II, intègre plusieurs avancées technologiques puisqu'il est le premier à utiliser un fenestron au lieu du rotor anti-couple traditionnel ainsi que le premier hélicoptère à être habilité au vol mono-pilote en Cat I (conditions météorologiques) en 1975 dans sa version SA 341G. D'autre part, la cellule est construite avec une structure en « sandwich » composée de fibre de verre alvéolé en forme de nid d'abeille entre deux plaques d'alliage léger et le rotor principal est équipé de trois pales principales « souples » procurant aux passagers un très bon confort vibratoire en vol. Enfin, la Gazelle apporte aussi une grande amélioration au niveau de la maintenance avancée (opérations simples d'entretien effectuées par les mécaniciens avant ou après le vol) qui permet de fortes réductions de temps d'immobilisation (la durée de l'entretien d'une Alouette II ou III en retour de mission est de l'ordre d'une heure, contre 30 minutes pour une Gazelle), de coûts de maintenance et une augmentation de la fiabilité.

### Histoire

#### Genèse
Le 22 février 1967 un accord franco-britannique portant sur la Gazelle, le Puma et le Lynx eut lieu et précisant qu'ils seront construits en collaboration avec Westland Helicopters. Le 7 avril 1967 eut lieu le 1er vol du SA 340 piloté par Jean Boulet. Ce prototype a déjà les formes générales définitives de la version de série. Les premières versions semblent avoir été équipées d'un moteur Turbomeca Astazou III et d'un rotor d'Alouette II, ceci avant les incessantes modifications qui aboutiront au remplacement de celui-ci par une tête rotor semi-rigide développée par la firme allemande Bölkow. Le no 002, dans l'une de ses versions, voit les plans fixes horizontaux placés au sommet de la dérive, lui conférant ainsi un empennage en T. Le bas des portes est encore en tôle ainsi que la majeure partie du plafond de la cabine et la batterie n'est pas encore placée dans le nez de l'appareil. Le 16 août 1971 eut lieu le 1er vol du SA 341 de série. Elle entre en service dans l'armée de terre française en 1973 (1979 pour la Gazelle Hot).

#### Depuis sa mise en service
Dans les années 1990 eut lieu le chantier « coupe-câble ». En effet, en France il y a eu une modification de tous les appareils de l'ALAT impliquant un retrait du dispositif Homing (longues et fines antennes sur le nez de l'hélicoptère permettant le positionnement par rapport à une station émettrice au sol) et la mise en place du système coupe-câble (équerres métalliques au-dessus et en dessous de la cellule, à l'avant) qui permet la section des câbles électriques en cas de heurt.
Plus de 1 250 Gazelle ont été fabriquées en France, 262 au Royaume-Uni, 30 sous licence en Égypte et un nombre indéterminé (200+) en ex-Yougoslavie.

#### Fin de service
Une partie du parc Gazelle français est remplacé par les Tigre (67 exemplaires en ligne prévus en 2025) et par le futur hélicoptère interarmées léger (HIL),.
En avril 2007, l'ALAT exploite près de 300 hélicoptères Gazelle (toutes versions confondues). En janvier 2008, le Ministère de la Défense français a désigné l'EC120 comme nouvel hélicoptère d'entraînement de l'Armée de terre baptisé Calliopé en remplacement de la Gazelle SA 341 et 342
Depuis 2009, quelques exemples expérimentent la numérisation du champ de bataille de l'ALAT, le NumALAT, dont les premiers exemplaires de série arrivent en service en 2015.
Depuis la fin 2011, les Gazelle sont en cours de retrait, avec 98 exemplaires en service en première ligne à cette date. Il reste 137 exemplaires en parc fin 2013 d'un âge moyen de 27 ans.
En février 2015, on prévoit l'équipement d'un total de 81 Gazelle (58 Viviane et 23 SA-342M) de NumALAT, ces dernières devant être équipées de la minigun M134 qualifié depuis 2016 pour le COS et 2017 pour les régiments d’hélicoptères de combat. De par le retard du programme hélicoptères interarmées légers (HIL) dont on prévoit en décembre 2021 que les premiers arrivent en 2027, ces engins doivent rester en service jusqu'aux années 2030,.

## Versions

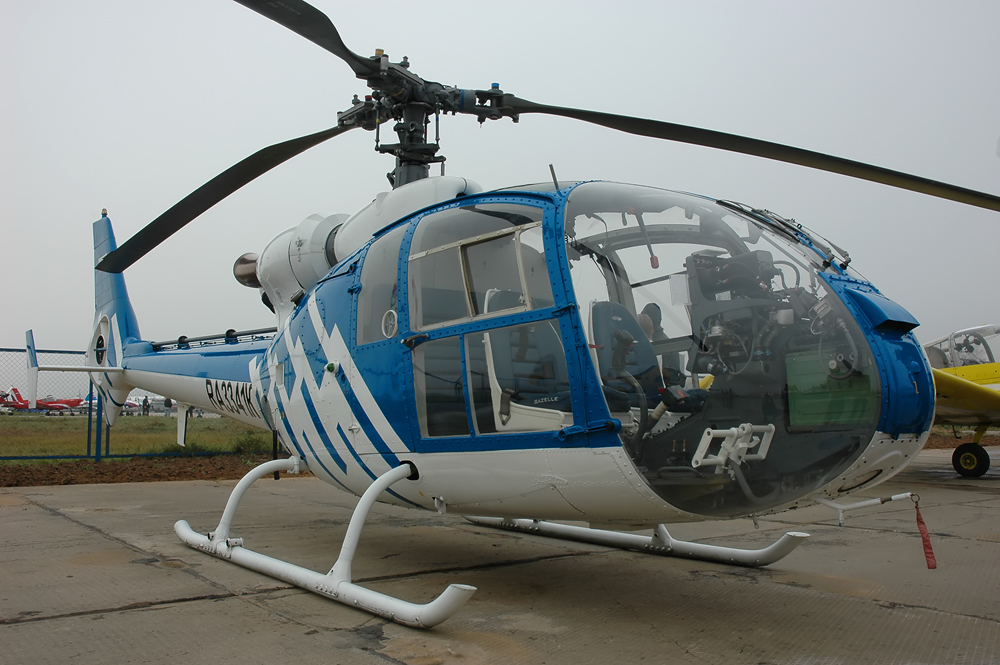
SA 341G

- SA 341B : Destinée à l'armée de terre britannique.

Hélicoptère de combat de l'Army Air Corps (le WAH-64 Apache ne constituant qu'une partie des forces) sous la dénomination AH Mk1. 34 en service en 2015
- SA 341C : Destinée à la Royal Navy.

Sert à l'écolage sous la dénomination HT Mk2.
- SA 341D : Destinée à la Royal Air Force britannique.

Sert à l'écolage sous la dénomination HT Mk3.
- SA 341E : Destinée à l'armée britannique.

Utilisée dans des missions de liaisons et de transport de personnalités sous la dénomination HCC Mk4.
- SA 341F F2 : Destinée à l'ALAT.
- SA 341G : Version civile de la SA 341F.

Équipée d'un Astazou III A de 590 ch.
- SA 341H : Destinée à l'armée yougoslave.

Fabriquée sous licence par la firme yougoslave SOKO.
- Version rallongée de la SA 341.

Destinée au marché civil. De l'ordre de 20 cm rajoutés au niveau des places arrière (portillons arrière plus long). Construite à quelques exemplaires.
- 1973 (11 mai) : 1er vol de la SA 342.

Masse maximale : 1 900 kg.
- SA 342 J : Version civile.

Équipée d'un Astazou XIV H de 870 ch.
- SA 342K : Destinée à l'armée koweïtienne.

SA 341 re-motorisée avec l'Astazou XIV H.

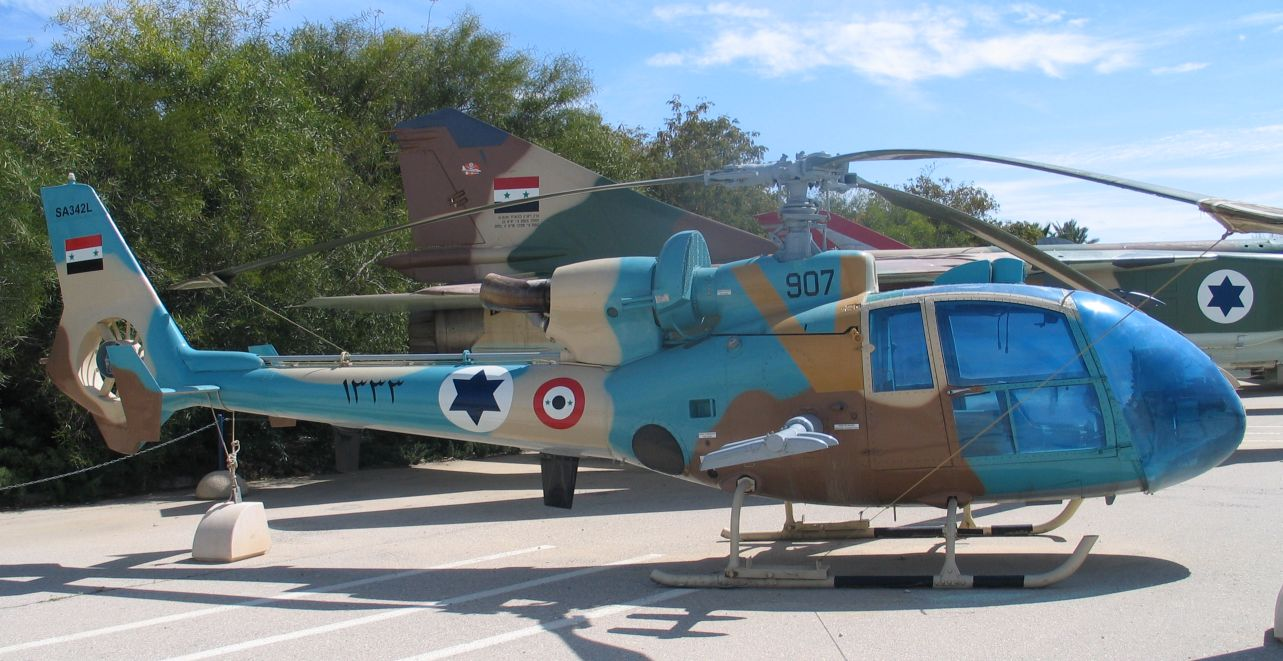
SA 342L capturée par les Israéliens, équipée du filtre anti-sable sur l'entrée d'air de la turbine.

- SA 342L : Version militaire de la SA 342 J.

Fabriquée sous licence par la firme yougoslave SOKO ainsi que par le constructeur anglo-égyptien Arab British Helicopter Company (ABHCo).
- SA 342M : Destinée à l'ALAT.

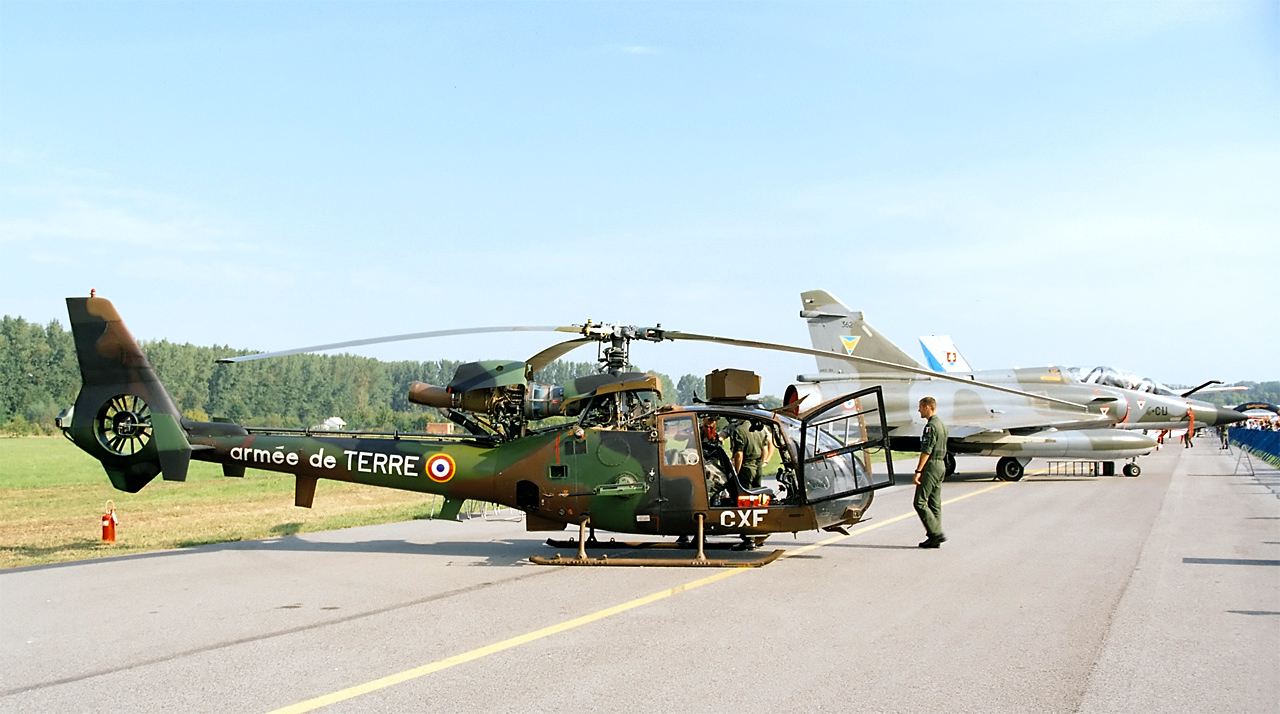
SA 342M Viviane au Radom Air Show en 2005

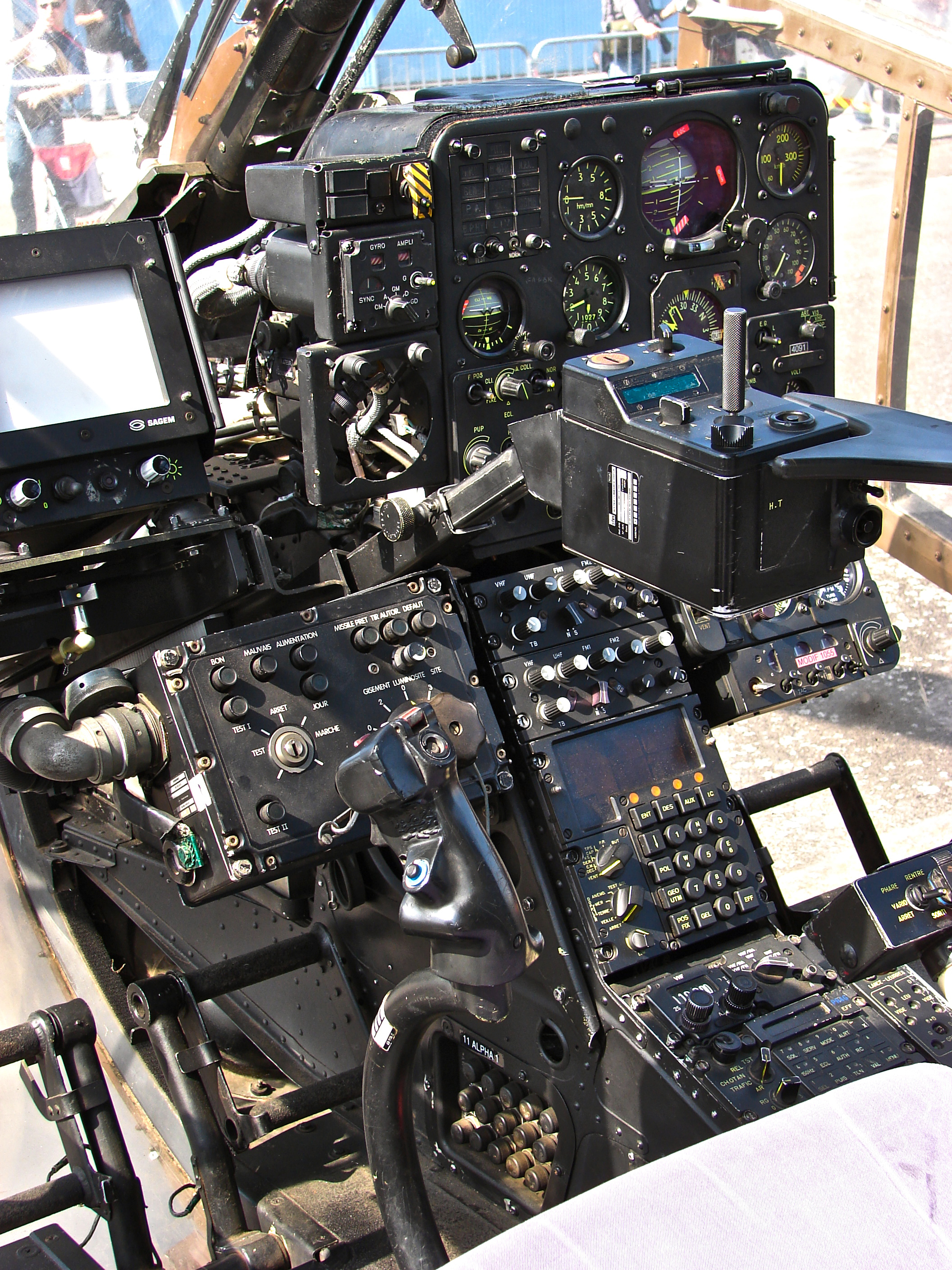
Cockpit d'une SA-342M avec les commandes de tir pour les missiles HOT.

Équipée de l'Astazou XIV M et de missiles antichar HOT. En service actif à partir de 1984. Depuis 2000, avec le retrait progressif des SA 341F2 et la réduction du nombre total d'hélicoptères, certaines SA 342M sont désarmées pour remplacer les premières dans les missions de liaison et de transport de personnalités. En 2012, 3 exemplaires destinés au Niger sont dotés d'un canon de 20 mm à l'instar de la SA 341F.
- SA 342L1.

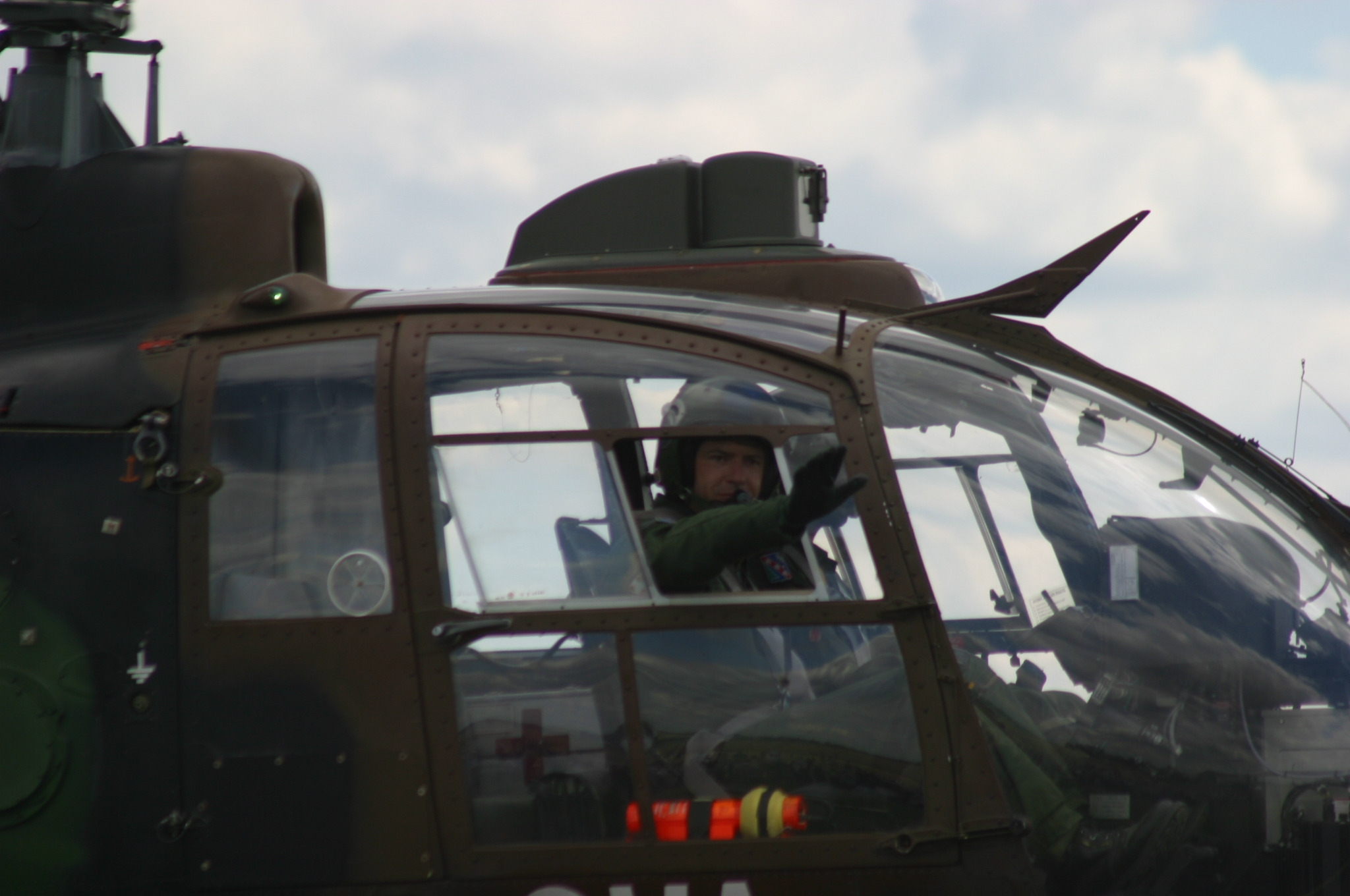
Détail coupe câble supérieur

Livraison à l'ALAT de ces appareils qui sont des SA 342M à l'avionique légèrement modifiée (déjà au standard des jumelles de vision nocturne et avec un intérieur cabine noir), temporairement « lisses », sans armement.
- Gazelle Celtic.

Utilisation par l'ALAT lors de la guerre du Golfe de trois Gazelle canons équipées sur places de missiles anti-aériens Mistral, ancêtres des Gazelle Mistral.
- milieu des années 1990 : Mise au standard JVN.

En France, légère modification de l'avionique de toutes les Gazelle, peinture noire de l'intérieur de la cabine, installation d'un éclairage ultra-violet et de feux de formations bas niveaux pour s'adapter aux besoins de l'utilisation des jumelles de vision nocturne à intensification de lumière.
- Gazelle Mistral (SA 342 L1 ou Ma).

En France, modification des SA 342L1 qui deviennent une version anti-aérienne armée de quatre missiles Mistral à guidage thermique dans leur nouvelle version Air-Air Très Courte Portée (AATCP). Masse maximale : 1 900 à 2 100 kg (avec un suivi du TLV entre 2 000 et 2 100 kg). Le remplacement des pales d'origine par celles de l'Écureuil pour la SA 342 Ma.
- Gazelle Viviane SA 342 M1.

SA 342M HOT modifiée pour recevoir une autre lunette/viseur qui rassemble en un seul équipement une caméra thermique, optique et un télémètre laser permettant l'observation et le tir de jour ou de nuit et par tous les temps. Ce système, plus lourd que le viseur standard et toujours placé au-dessus du chef de bord, a nécessité le renforcement de la cellule par un arceau ainsi que le remplacement des pales d'origine par celles de l'Écureuil. La masse maximale a aussi été revue à la hausse (2 100 kg), Le pilote automatique a été optimisé.

## Opérateurs

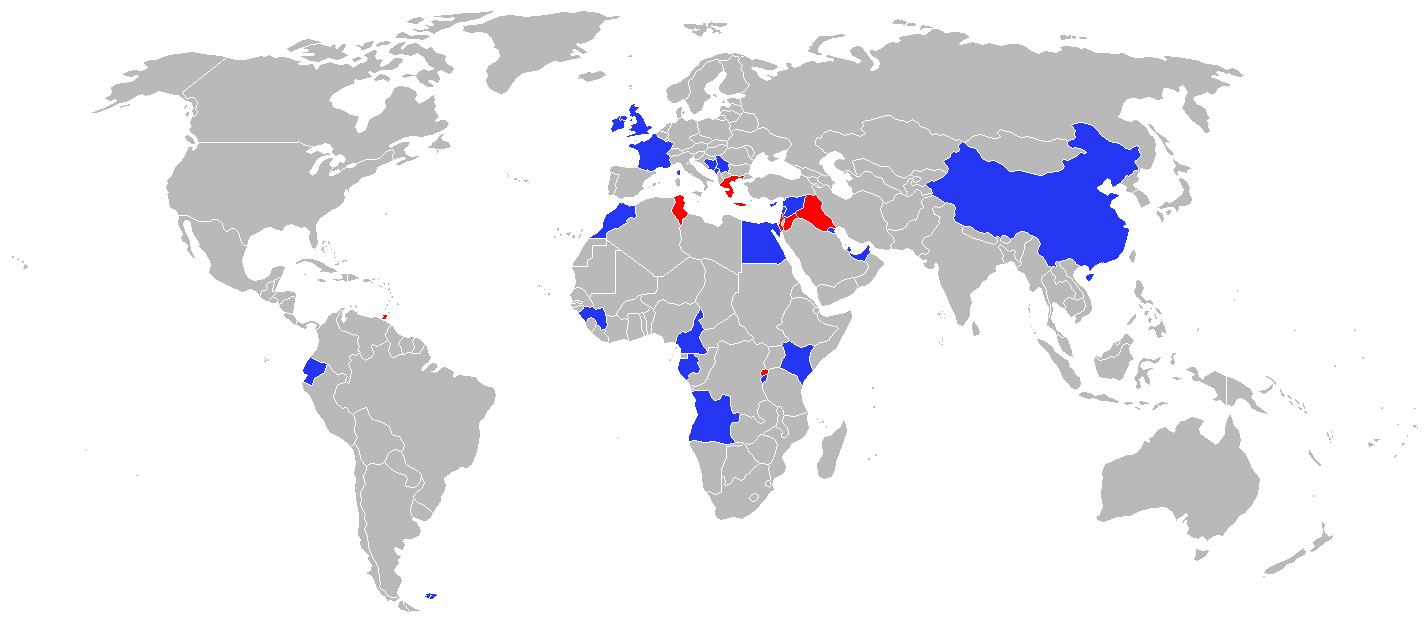
Opérateurs et anciens opérateurs (en foncé) de Gazelle dans le monde en 2007.

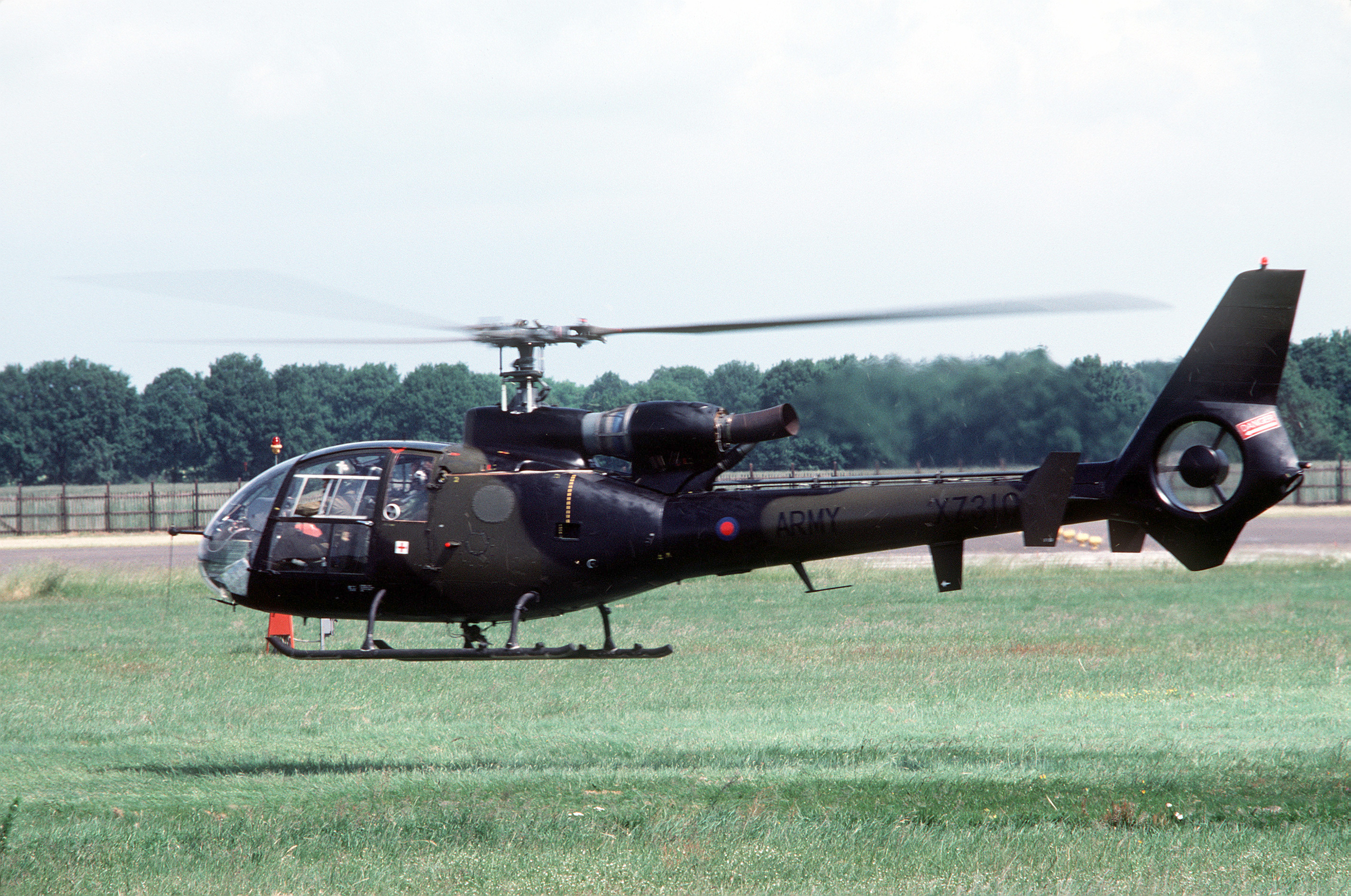
Une Gazelle AH1 britannique produite par Westland.

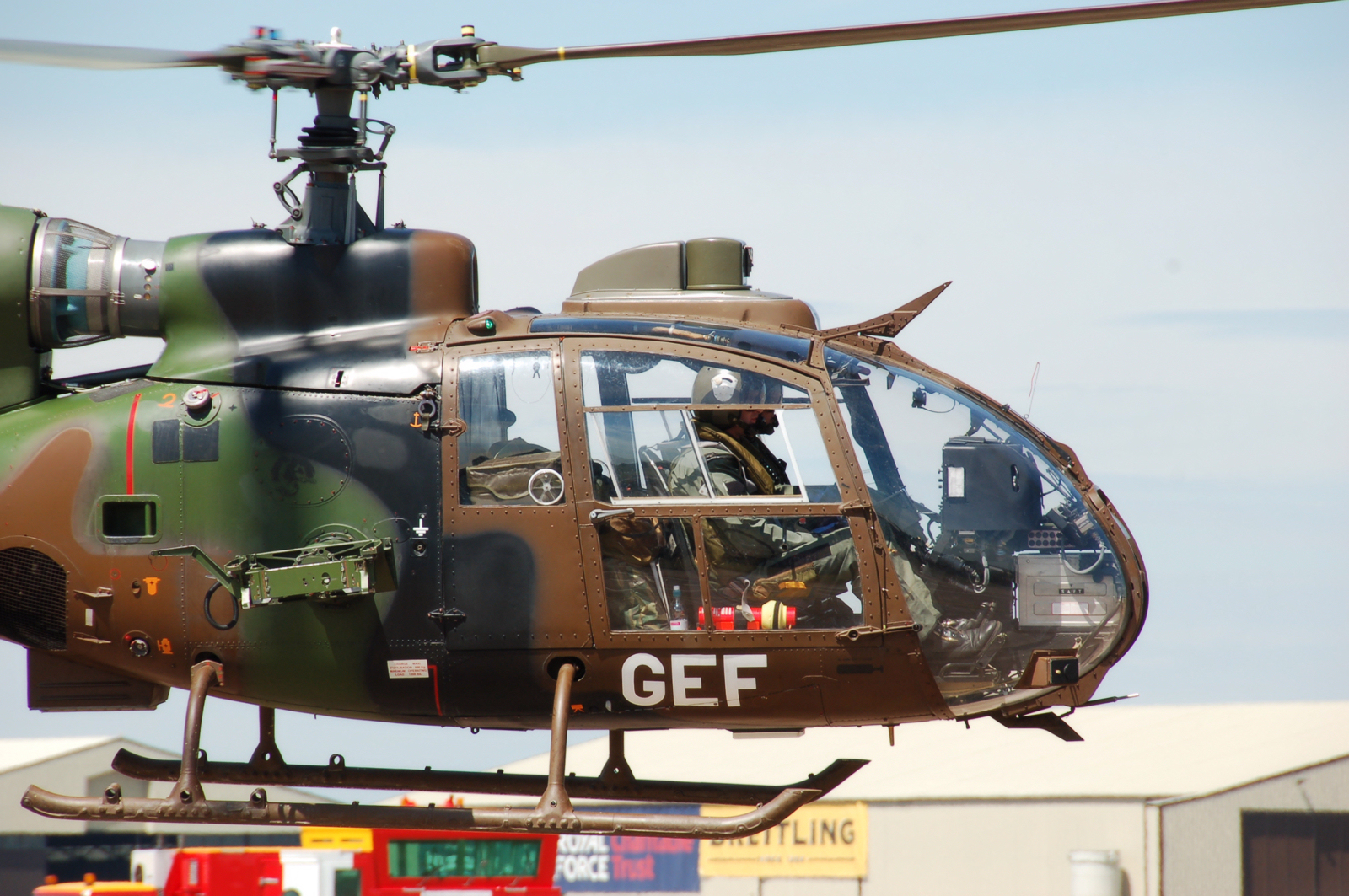
Une Gazelle SA 342L1 française au RIAT 2010.

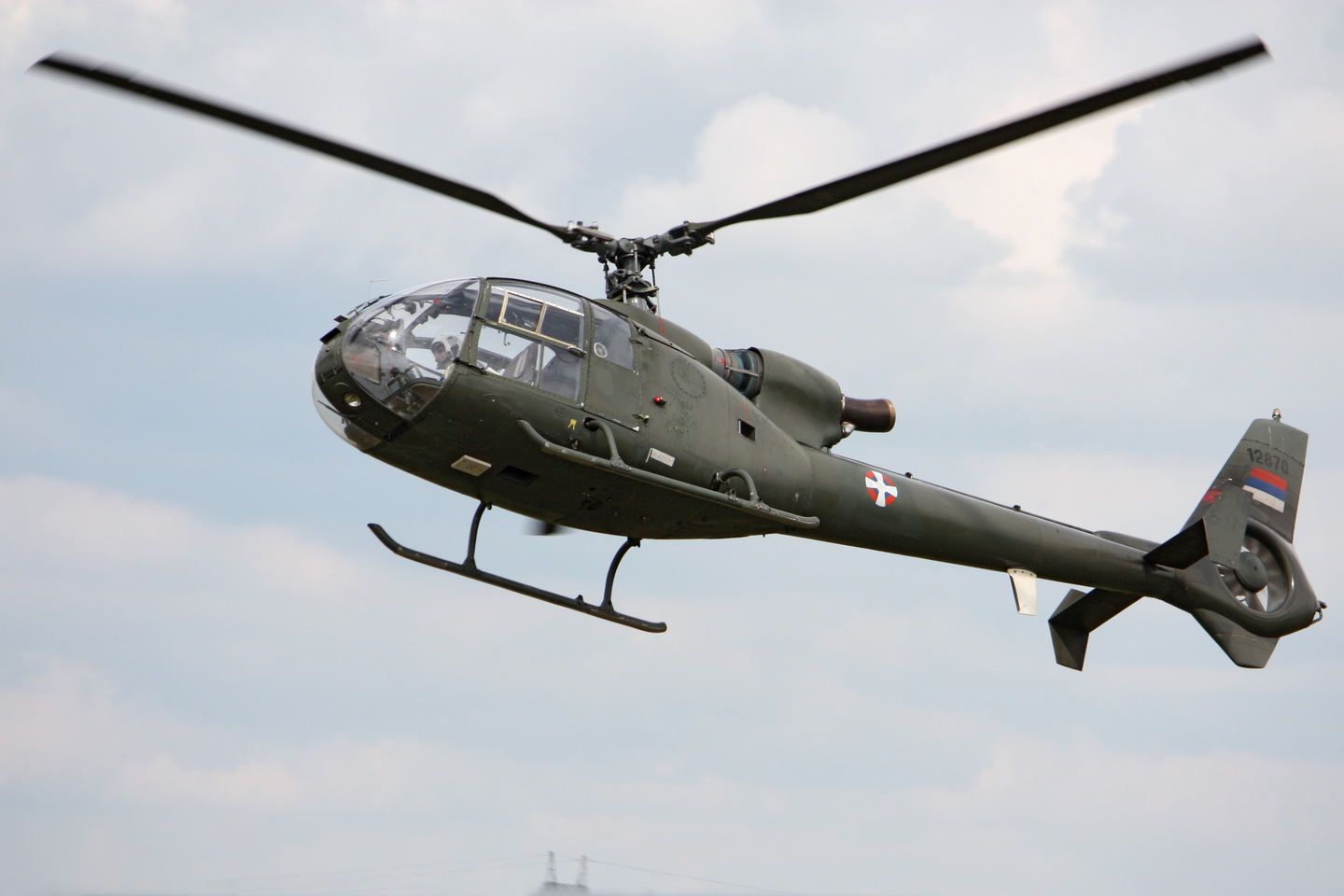
Une Gazelle serbe produite par Soko.

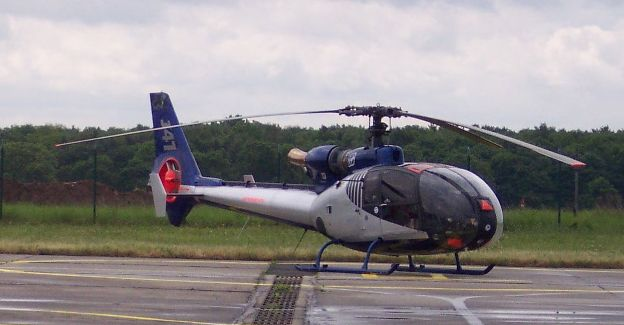
Une Gazelle SA 341 produite par Aérospatiale.

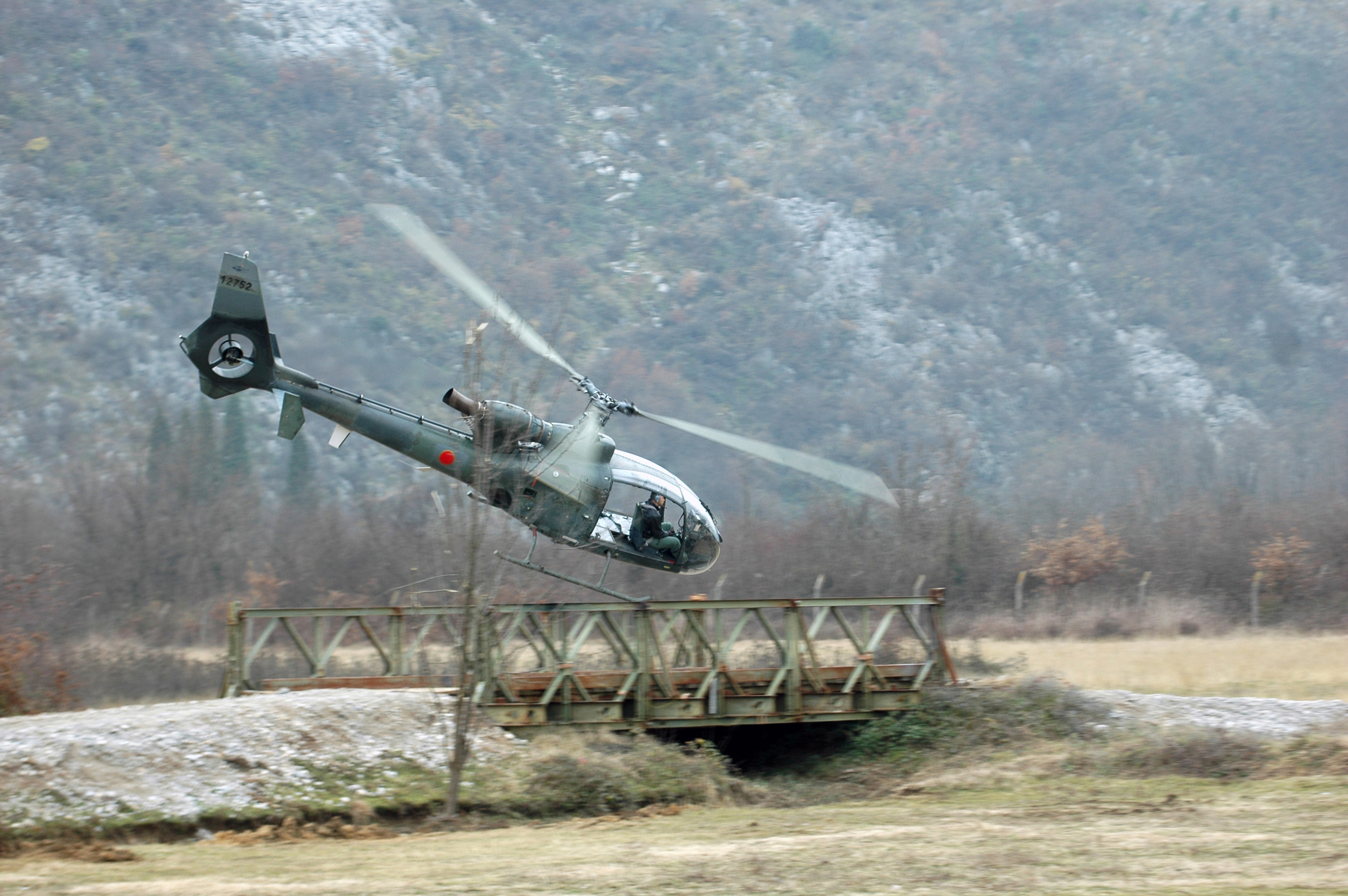
Une Gazelle monténégrine en démonstration en 2006.

### Actuels
[Quand ?]
 Angola
- Force aérienne[18]

 Bosnie-Herzégovine
- Force aérienne[18]

 Burundi
- Force aérienne[18]

 Cameroun
- Force aérienne[18]

 Chypre
- Garde nationale[18]

 Égypte
- Force aérienne[18]

 France
- Aviation légère de l'Armée de terre[18]

 Gabon
- Force aérienne[18]

 Guinée
- Force aérienne[18]

 Irak
- Force aérienne[18]

 Koweït
- Force aérienne[18]

 Liban
- Force aérienne[18]

 Monténégro
- Force aérienne[18]

 Niger
- Escadrille nationale du Niger[19]

 Nigeria
- Forces armées nigérianes[20]

 Maroc
- Force aérienne[18]

 Togo
- Armée de l'air togolaise (4 SA-342M ex-françaises en 2021 livrés à partir de 2019)[21],[22].

 Tunisie
- Force aérienne[18]

 Qatar
- Force aérienne[18]

 Royaume-Uni
- Army Air Corps[18] (212 perçus au total, 17 en service et 7 en stock en janvier 2022; ~ 6 en service fin octobre 2023[23], en service jusqu'en 2024 minimum[24])

 Rwanda
- Force aérienne[18]

 Serbie
- Force aérienne[18]
- Police[25]

 Syrie
- Force aérienne[18]

### Anciens
Chine
- Force aérienne[26]

 Équateur
- Aviation de l'armée de terre (1980-20 janvier 2025)[27]

 Irlande
- Force aérienne

 Serbie-et-Monténégro
- Force aérienne

 République serbe de Bosnie
- Force aérienne

 Royaume-Uni
- Force aérienne[28]
- Force navale[29]

 Yougoslavie
- Force aérienne

## Engagements

### Équateur
- les hélicoptères de l'armée de terre équatorienne ont participé ponctuellement a la guerre du Cenepa avec le Pérou.

### France
- Milieu des années 1980 : interventions dans les opérations opération Manta et opération Épervier au Tchad à la suite de l'invasion du nord du pays par la Libye.
- 1990 - 1991 : Guerre du Golfe en Irak. 60 Gazelle HOT, 14 Gazelle Canon (SA341F) et 14 Gazelle Reco pour l'ALAT durant l'opération Daguet[30].
- 1991 (avril à juin) : intervention dans le cadre de l'opération humanitaire internationale Libage (nom américain : Provide Comfort) au nord de l'Irak pour venir en aide à la population kurde pourchassée par les troupes irakiennes.
- Décembre 1991 - 1992 : Intervention en République de Djibouti à la suite de la guerre civile entre les ethnies Afars et Issas.
- Depuis le début des années 1990 : Intervention en ex-Yougoslavie.
- 1993 : intervention en Somalie à la suite de la guerre civile.
- 1994 : opération Turquoise au Rwanda.
- Depuis 2002 : intervention en République de Côte d'Ivoire dans le cadre de l'opération Licorne.
- 2002 : intervention durant la guerre d'Afghanistan au sein des forces françaises en Afghanistan.
- avril 2011 : intervention sous l'égide de l'opération des Nations unies en Côte d'Ivoire pour la destruction des armes lourdes des forces pro Gbagbo.
- Juin 2011 : intervention en Libye pendant l'operation Unified Protector à partir du BPC Tonnerre.

- Janvier 2013-2023 : intervention au Mali pendant l'opération Serval puis Barkhane.

### Mozambique
- 2020: Intervention de la société militaire sud-africaine Dyck Advisory Group contre une insurrection islamiste dans le nord du pays. Une perdue en action le 8 avril 2020[31],[32].

### Royaume-Uni
- 1982 : Guerre des Malouines (Iles Falkland) contre l'Argentine.
- 1990 - 1991 : Guerre du Golfe contre l'Irak.
- Depuis le début des années 1990 : Intervention au Kosovo.
- 2003 - 2004 : Guerre d'Irak contre ce même pays.

### Rwanda
Les gouvernements rwandais successifs ont utilisé les Gazelles lors des guérillas et guerres civiles de ce pays. Cinq ont été déployées lors d'une offensive du Front patriotique rwandais en 1990. Ce dernier en a abattu une avec un missile sol-air de très courte portée le 23 octobre 1994.

### Yougoslavie
Des hélicoptères de la force aérienne yougoslave ont participé aux diverses guerres de Yougoslavie dans les années 1990.

### Syrie
- Pendant l'intervention militaire israélienne au Liban de 1982, des Gazelles syriennes ont engagé des blindés israéliens avec les résultats suivants : en 100 sorties elles détruisirent 30 blindés et de nombreux autres véhicules, et cinq d’entre elles furent perdues[35] dont une capturée.
- Elles sont engagées dans la guerre civile syrienne.

## Accidents et incidents
Ici ne seront listés que les accidents et incidents mortels.
| Date              | Lieu                          | Type                | Numéro de série Immatriculation | Opérateur                                      | Commentaires                                                                                                 | Nombre de victimes      |
| ----------------- | ----------------------------- | ------------------- | ------------------------------- | ---------------------------------------------- | --- | ----------------------- |
| 22 mai 1975       | Liskeard                      | Westland HT2        | 1128 (XW867)                    | Fleet Air Arm                                  | Percute une ligne à haute tension.                                                                           | 2 morts                 |
| 6 novembre 1975   | Houston                       | SA 341G             | 1250 (N341FR)                   | Privé                                          | Percute un ULM.                                                                                              | 2 morts dans l'ULM      |
| 30 janvier 1976   | Circle                        | SA 341G             | 1144 (N62176)                   | Ocean Technology                               | Mauvais temps.                                                                                               | 2 morts et 1 survivant  |
| 14 juillet 1976   | Mörsbach                      | SA 341G             | 1123 (D-HBDX)                   | Privé                                          | Descente incontrôlée.                                                                                        | 6 morts                 |
| 13 juin 1977      | Culdrose                      | 2 Westland HT2      | 1091 (XW859) 1367 (XX415)       | Fleet Air Arm                                  | Se percutent en vol.                                                                                         | 3 morts au total        |
| 17 février 1978   | Jonesborough (en)             | Westland AH1        | 1336 (XX404)                    | Fleet Air Arm                                  | Perte de contrôle lors d'un vol à vitesse élevée pour éviter des tirs d'armes légères.                       | 1 mort et 2 survivants  |
| 24 août 1979      | Bessbrook                     | Westland AH1        | 1503 (XZ293)                    | Army Air Corps                                 | Wire strike.                                                                                                 | 2 morts et 1 survivant  |
| 10 janvier 1980   | Nevers                        | SA 341F             | 1176 (1176)                     | Aviation légère de l'Armée de terre            | ? | 3 morts                 |
| 18 février 1980   | Lisburn                       | Westland AH1        | 1559 (XZ306)                    | Army Air Corps                                 | Percute la White Hill Mountain après un coupe-fil.                                                           | 2 morts                 |
| 15 septembre 1980 | Balnakeil (en)                | Westland AH1        | 1329 (XX401)                    | Royal Marines                                  | Percute une colline.                                                                                         | 3 morts                 |
| 3 février 1981    | Bollschweil                   | SA 341F             | 1671 (1671)                     | Aviation légère de l'Armée de terre            | ? | 2 morts                 |
| 11 octobre 1981   | Warrumbungle                  | SA 341G             | 1361 (VH-WLS)                   | National Parks and Wildlife Service (en)       | Turbulences, s'écrase dans des arbres et prend feu.                                                          | 1 mort et 3 survivants  |
| 21 mai 1982       | Port San Carlos               | Westland AH1        | 1332 (XX402)                    | Royal Marines                                  | Victime de tirs d'armes légères.                                                                             | 2 morts                 |
| 6 juin 1982       | Pleasant Peak                 | Westland AH1        | 1257 (XX377)                    | Army Air Corps                                 | Tir ami du HMS Cardiff (D108).                                                                               | 4 morts                 |
| 11 juin 1982      | Suffield                      | Westland AH1        | 1177 (XW896)                    | Army Air Corps                                 | Percute une colline à cause du soleil rasant.                                                                | 1 mort et 2 blessés     |
| 28 juin 1982      | Longwy                        | SA 341F             | 1103 (1103)                     | Aviation légère de l'Armée de terre            | Coupe-fil.                                                                                                   | 3 morts                 |
| 22 décembre 1982  | Mühlheim an der Donau         | SA 341F             | 1179 (1179)                     | Aviation légère de l'Armée de terre            | Coupe-fil.                                                                                                   | 2 morts                 |
| 20 avril 1983     | Mont Snowdon                  | Westland HT3        | 1244 (XX374)                    | Royal Air Force                                | Volait trop bas.                                                                                             | 2 morts                 |
| 2 août 1983       | Verdun                        | SA 341F             | 1649 (1649)                     | Aviation légère de l'Armée de terre            | ? | 3 morts                 |
| 10 avril 1984     | Cosne-Cours-sur-Loire         | 2 SA 341M1          | 2027 (4027) 2030 (4030)         | Aviation légère de l'Armée de terre            | Se percutent en vol (nuit).                                                                                  | 6 morts au total        |
| 22 juin 1984      | Suffield                      | Westland AH1        | 1812 (ZA770)                    | Army Air Corps                                 | Mauvaise visibilité.                                                                                         | 1 mort et 2 blessés     |
| 17 octobre 1984   | Serbie                        | SOKO HI-42 Hera     | 085 (12706)                     | Armée populaire yougoslave                     | ? | 4 morts                 |
| 25 mai 1985       | Budva                         | SA 341H             | ?                               | Armée populaire yougoslave                     | ? | 1 mort et 5 blessés     |
| 2 septembre 1985  | Châteauneuf-sur-Cher          | SA 341F             | 1432 (1432)                     | Aviation légère de l'Armée de terre            | ? | 4 morts                 |
| 16 février 1986   | Base aérienne Ali Salem       | SA 342K             | ?                               | Force aérienne koweïtienne                     | ? | 2 morts                 |
| 12 juillet 1986   | Bispingen                     | Westland AH1        | 1520 (XZ297)                    | Army Air Corps                                 | Le rotor principal touche le sol.                                                                            | 1 mort et 2 survivants  |
| 7 octobre 1986    | Coppenbrügge                  | Westland AH1        | 1796 (ZA727)                    | Army Air Corps                                 | Erreur de pilotage. S'écrase dans un bois.                                                                   | 1 mort et 1 blessé      |
| 16 juillet 1987   | Suffield                      | Westland AH1        | 1801 (ZA732)                    | Army Air Corps                                 | Le rotor de queue percute le sol lors d'un vol à basse altitude.                                             | 1 mort au sol           |
| 25 septembre 1987 | Gerolsbach                    | SA 341F             | 1047 (1047)                     | Aviation légère de l'Armée de terre            | Le rotor principal touche le sol lors d'un virage à basse altitude.                                          | 2 morts et 2 blessés    |
| 2 février 1989    | Lac Tanganyika                | SA 342L             | ?                               | Forces armées du Burundi                       | Vent venant par le haut qui le pousse au sol.                                                                | 4 morts                 |
| 26 avril 1989     | Rumilona                      | SA 342L             | 1949 (E-348)                    | Forces armées équatoriennes                    | Coupe-fil.                                                                                                   | 3 morts                 |
| 6 juillet 1989    | France                        | SA 341F             | 1486 (1486)                     | Aviation légère de l'Armée de terre            | ? | 1 mort                  |
| 18 août 1990      | Edmonton                      | SA 341G             | 1319 (C-GXRS)                   | Northland Helicopters                          | Peu après le décollage.                                                                                      | 4 morts                 |
| 12 septembre 1990 | Suffield                      | Westland AH1        | 1983 (ZB680)                    | Army Air Corps                                 | Percute le sol pendant un virage.                                                                            | 1 mort et 2 survivants  |
| 5 octobre 1991    | Konavle                       | SOKO HO-42 Partizan | ?                               | Armée populaire yougoslave                     | Abattu. | 4 morts                 |
| 16 mai 1992       | Yamhill                       | SA 341G             | 1471 (N9000E)                   | Teufel Nursery (en)                            | Acrobatie à une altitude trop faible.                                                                        | 2 morts et 3 blessés    |
| 27 novembre 1992  | Bessbrook                     | Westland AH1        | 1986 (ZB681)                    | Army Air Corps                                 | Percute un Puma en l'air.                                                                                    | 4 morts dans le Puma    |
| 19 février 1993   | Knjaževac                     | SOKO SA 341H        | ?                               | Armée populaire yougoslave                     | S'écrase dans les montagnes.                                                                                 | 4 morts                 |
| 18 septembre 1993 | Kosjerić                      | SOKO HN-45M GAMA 2  | ?                               | Armée populaire yougoslave                     | ? | 3 morts                 |
| 13 juin 1994      | Draguignan                    | SA 341F             | 1297 (1297)                     | Aviation légère de l'Armée de terre            | ? | 3 morts                 |
| 5 octobre 1995    | Chepstow                      | Westland HT2        | 1450 (XX451)                    | Fleet Air Arm                                  | Percute une ligne électrique.                                                                                | 2 morts                 |
| 24 février 1996   | Tiputini                      | SA 342L             | 1886 (E-340)                    | Forces armées équatoriennes                    | Perte du contrôle cyclique, atterrissage forcé dans une rivière.                                             | 1 mort et 4 survivants  |
| 25 juin 1996      | Niš                           | SOKO SA 341G        | 056 (YU-HDM)                    | Armée populaire yougoslave                     | ? | 2 morts                 |
| 17 mai 1997       | Doha                          | SA 342L             | ?                               | Qatar Air Force                                | S'écrase lors d'un vol de nuit.                                                                              | 2 morts                 |
| 2 juin 2000       | Moscou                        | SOKO SA 341G        | 014 (RA-00502)                  | Scientific Complex                             | S'écrase après émission d'une fumée noire par la turbine.                                                    | 4 morts                 |
| 28 mai 2001       | Prá del Rio                   | Westland SA 341G    | WA1065 (I-OLLY)                 | Elidolomiti                                    | ? | 2 morts et 2 survivants |
| 16 novembre 2001  | Balcombe                      | Westland AH1        | 1819 (ZA777)                    | Army Air Corps                                 | Problème technique.                                                                                          | 1 mort                  |
| 20 janvier 2002   | Mer Adriatique                | SA 342M1            | 2090 (4090)                     | Aviation légère de l'Armée de terre            | ? | 1 mort                  |
| 8 novembre 2002   | East Hampton                  | Westland AH1        | WA1230 (N911XW)                 | Privé                                          | S'écrase dans l'eau par vol de nuit.                                                                         | 1 mort                  |
| 6 novembre 2003   | Caylus                        | SA 342M1            | 2200 (4200)                     | Aviation légère de l'Armée de terre            | Percute une ligne électrique.                                                                                | 4 morts                 |
| 22 décembre 2003  | Londonderry                   | Westland AH1        | 1975 (ZB676)                    | Army Air Corps                                 | Vrille pour des raisons non déterminées.                                                                     | 2 morts                 |
| 26 mai 2006       | Côte d'Ivoire                 | SA 341F             | 1733 (1733)                     | Aviation légère de l'Armée de terre            | Percute une ligne électrique.                                                                                | 1 mort et 1 blessé      |
| 24 janvier 2007   | Manta                         | 2 SA 342L           | 1885 (E-360) 1875 (E-343)       | Forces armées équatoriennes                    | Se percutent en l'air, tuant notamment le ministre de la défense Guadalupe Larriva.                          | 5 morts au total        |
| 26 janvier 2008   | Harrogate                     | SA 341G             | 1491 (YU-HEW)                   | Privé                                          | Perte de contrôle du pilote à basse vitesse et altitude par vent fort.                                       | 2 morts                 |
| 1er août 2008     | San Miguel de los Bancos      | SA 342L             | 1891 (E-342)                    | Forces armées équatoriennes                    | ? | 5 morts                 |
| 27 août 2008      | Nabatieh                      | SA 342L             | ? (L-809)                       | Forces armées libanaises                       | Atterrissage d'urgence après avoir été victime de tirs d'une origine inconnue.                               | 1 mort et 3 survivants  |
| 1er novembre 2008 | Winchcombe                    | Westland HT3        | 1191 (G-CBXT)                   | Privé                                          | Percute le sol en étant entré par erreur en Conditions météorologiques de vol aux instruments.               | 3 morts                 |
| 19 janvier 2010   | Forêt de Maamora              | SA 342K             | 1377 (CN-AIP)                   | Gendarmerie royale marocaine                   | Percute des arbres lors d'un atterrissage forcé.                                                             | 2 morts                 |
| 26 décembre 2010  | Butavischevka                 | Westland HT2        | 1757 (UR-MANN)                  | Privé                                          | Fort brouillard.                                                                                             | 4 morts                 |
| 8 mars 2011       | Borrowdale                    | SA 341G             | 1074 (HA-LFB)                   | Honister Slate Mine (en)                       | Mauvaises conditions de visibilité lors d'un vol de nuit. le pilote n'était pas qualifié pour voler de nuit. | 1 mort                  |
| 10 juin 2011      | à 20 km de Begrâm             | SA 342M1            | 2158 (4158)                     | Aviation légère de l'Armée de terre            | Condition météorologique défavorable                                                                         | 1 mort et 1 blessé      |
| 20 août 2011      | Rbayh                         | SA 342L1            | 4147 (L611)                     | Forces armées tunisiennes                      | Problèmes techniques.                                                                                        | 2 morts                 |
| 2 septembre 2011  | Luštica                       | SOKO HS-42 Partizan | 017 (12752)                     | Force aérienne du Monténégro                   | Percute une falaise.                                                                                         | 3 morts                 |
| 11 janvier 2013   | Mopti                         | SA 342M1            | ?                               | Aviation légère de l'Armée de terre            | Pilote tué par balle                                                                                         | 1 mort                  |
| 19 septembre 2014 | Île de Vasilievski            | SA 341G             | 1020 (RA-1233G)                 | Privé                                          | ? | 1 mort et 1 survivant   |
| 2 septembre 2016  | Al-Khattab                    | SA 342L             | ?                               | Force aérienne syrienne                        | Abattu. | 2 morts                 |
| 19 décembre 2016  | Palmyre                       | SA 342L             | ?                               | Force aérienne syrienne                        | S'écrase dans une base militaire.                                                                            | 2 morts                 |
| 25 février 2017   | Aygyz                         | SA 341              | ? (UP-LA246)                    | ?                                              | Mauvaises conditions météo.                                                                                  | 1 mort et 2 survivants  |
| 9 janvier 2018    | fleuve Comoé, N’Gokro (Alépé) | SA 341              | 4155                            | Aviation légère de l'Armée de terre (43e BIMa) | Contact avec une ligne électrique.                                                                           | pas de blessés          |
| 2 février 2018    | Cabasse / Carcès              | 2 x SA 342M         | ?                               | Aviation légère de l'Armée de terre (EALAT)    | Deux appareils se percutent en vol                                                                           | 5 morts                 |
| 10 juillet 2018   | Côte d'Ivoire                 |                     | ?                               | Aviation légère de l'Armée de terre (3e RHC)   | Inconnu | 1 mort                  |
| 14 juin 2019      | Mali                          | ?                   | ?                               | Aviation légère de l'Armée de terre (3e RHC)   | Tirs hostiles                                                                                                | 3 blessés               |

### Jeux vidéo
La Gazelle est mise en scène dans les jeux vidéo suivants :
- Wargame: European Escalation
- Wargame: AirLand Battle
- Wargame: Red Dragon
- War Thunder
- Operation Flashpoint (add-on)
- ArmA Armed Assault (add-on)
- ARMA II (add-on)
- Flight Simulator X (add-on)
- X-Plane (add-on)
- Battlefield 2 (add-on)
- Digital Combat Simulator (add-on)